# Kopfstandtechnik
Die Kopfstandtechnik (auch Kopfstandmethode genannt) ist eine Kreativitätstechnik zur Problemlösung bzw. Ideenfindung. Sie basiert auf einer Umkehrung der ursprünglichen Aufgabenstellung. Die Kopfstandtechnik wird häufig auch Umkehrtechnik oder Flip-Flop-Technik genannt.
Weil die Kopfstandtechnik mit einer Verfälschung arbeitet, ist sie mit der Provokationstechnik von Edward de Bono eng verwandt. Sie nutzt die menschliche Fähigkeit, Fehler und Probleme zu erkennen und in überspitztem Maße in Richtung Katastrophen zu denken.

## Vorgehensweise
Die Methode läuft in drei Schritten ab, ausgehend von der Aufgabenstellung, die eigentlich zu lösen ist.
1. Eigentliche Aufgabenstellung umkehren („auf den Kopf stellen“) und diese Umkehrung als Frage formulieren
2. Per Brainstorming Lösungen für die umgekehrte Aufgabenstellung finden
3. Diese Lösungen der umgekehrten Aufgabe aus dem Kopfstand zurück ins Positive kehren, daraus konkrete Lösungsideen für die eigentliche Aufgabe entwickeln

In jedem dieser Schritte werden die Ergebnisse schriftlich festgehalten.
Wenn in Schritt 3 die Lösungen der umgekehrten Aufgabe wieder zurück ins Positive gekehrt werden empfiehlt es sich, Formulierungen mit „nicht“ oder „kein“ zu vermeiden. Es ist also erforderlich, aus der Beschreibung der Negativ-Lösungen eine völlig neue Beschreibung abzuleiten.

## Anwendung in der Lehre
Die Kopfstandmethode kann als aktivierende Lehrmethode eingesetzt werden, die sich insbesondere auch für den Einsatz in Großgruppen eignet. Sie ist sehr gut geeignet, um das Auditorium wach zu machen und aktiv in einen Denkprozess einzubeziehen, oder um festgefahrene Gedanken aufzubrechen und Kreativität zu fördern. Durch die inverse Fragestellung erhält die Aufgabe eine humorige Komponente; es wird viel gelacht und am Ende sind alle Beteiligten positiv gestimmt und wieder wach.

## Beispielanwendungen

### Anwendung zur Lösungsfindung
Eigentliche Aufgabenstellung: Neue Dienstleistungsideen für einen Supermarkt entwickeln
1. Frage: Wie könnte eine Umkehrung der Aufgabe lauten? Antwort: Welche Dienstleistung könnten die Kunden dem Supermarkt anbieten?
2. Frage: Wie könnte so etwas aussehen?  Antwort: Die Kunden putzen den Supermarkt.
3. Frage: Was heißt das Gegenteil davon?  Antwort: Der Supermarkt hilft den Kunden beim Putzen, indem er beispielsweise Reinigungsdienste, Fensterputzer usw. vermittelt.

### Anwendung als aktivierende Lehr-Lernmethode
Eigentliche Aufgabe: Herausarbeiten was eine gute Präsentation ausmacht
1. Umgekehrte Aufgabe: Wie mache ich eine Präsentation möglichst schlecht?
2. Lösungen für die umgekehrte Aufgabe:
  - Kein roter Faden
  - Zu schnell / zu leise sprechen
  - Unübersichtliche, textlastige Folien
  - Keine klare inhaltliche Kernaussage haben
3. Daraus konkrete Lösungsidee für die eigentliche Aufgabe entwickeln
  - Präsentation klar strukturieren
  - Angemessen laut und langsam sprechen
  - Folien übersichtlich und ansprechend gestalten, Grafiken einbauen
  - Inhaltliche Kernaussage darstellen

## Vorteile und Nutzen
- Durch die Umkehrung der Aufgabenstellung wird diese ungewöhnlich, sodass nun in einer neuen Art und Weise über das Thema nachgedacht wird.[1] Dadurch wird es leichter, sich von etablierten Denkmuster zu lösen und völlig neuartige Lösungsideen zu finden.
- Die Umkehrungen können unerwartete und nützliche Einsichten in die Problemstellung liefern.
- In stockenden Prozessen kann es hilfreich sein, sich zunächst mit dem schlimmsten denkbaren Fall auseinanderzusetzen und die gewonnenen Erkenntnisse dann ins Positive zu drehen.[1]
- Die inverse Fragestellung führt oft zu einer stark überspitzten Darstellung des betrachteten Umkehr-Szenarios. Dadurch kommt Humor in die Aufgabe, es wird viel gelacht und am Ende sind alle Beteiligten positiv gestimmt.[4]
- Diese Art der Aufgabenstellung macht Spaß und stärkt so den Zusammenhalt der Gruppe.[1]
- Die Methode entschärft den Druck, eine gute Idee zu generieren und aktiviert stattdessen eine destruktive Lust. Die erarbeiteten Vorschläge können gezielt hemmungslos sein und so für Heiterkeit sorgen, können aber auch zynisch werden.[5]

## Mögliche Nachteile
- Die Kopfstandtechnik läuft oft ins Leere oder produziert Selbstverständlichkeiten als Ergebnis.[2]
- Manchmal ist es schwierig, aus den Anti-Lösungen für die Umkehrung der Aufgabenstellung konkrete Lösungen für die eigentliche Aufgabenstellung abzuleiten.[2]